# Быхов, Леонид Васильевич
Леонид Васильевич Быхов — советский хозяйственный, государственный и политический деятель.

## Биография
Родился в 1934 году в Каменском. Член КПСС.
С 1953 года — на хозяйственной, общественной и политической работе. В 1953—1991 гг. — инженер отдела главного механика вагоностроительного завода, инженер, мастер, начальник КБ, заместитель начальника, начальник цеха контрольно-измерительных приборов и автоматики, заместитель секретаря парткома на Лисичанском химическом комбинате, 1-й секретарь Луганского обкома ЛКСМУ, заместитель начальника Оперативно-технического 
управления КГБ при СМ Украинской ССР, заместитель начальника 2-го Управления КГБ при СМ Украинской ССР, начальник УКГБ при СМ Украинской ССР по Кировоградской области,начальник УКГБ Украинской ССР по Крымской области, начальник 6-го Управления КГБ Украинской ССР, начальник УКГБ Украинской ССР по г. Киев и Киевской области, заместитель председателя КГБ Украинской ССР. 
Делегат XXVI и XXVII съездов КПСС.
Умер в Киеве 6 ноября 2001 года. Похоронен вместе с семьей на Байковом кладбище (участок № 49а).